# Raphaël Stacchiotti
Raphaël Stacchiotti (Lussemburgo, 9 marzo 1992) è un nuotatore lussemburghese.
Ha ottenuto dei buoni risultati a livello giovanile, comprese due medaglie d'oro ai Campionati europei giovanili.
Ha partecipato a 3 edizioni dei Giochi olimpici, la prima nel 2008 a Pechino dove, essendo il più giovane atleta olimpico della storia del suo paese, è stato nominato Portabandiera alla cerimonia di apertura. Si è poi classificato 49º nei 200m stile libero.
Nelle 2 edizioni successive ha ottenuto come miglior risultato il 17º posto nei 200 m misti a Londra 2012, fallendo per un solo decimo l'accesso alle semifinali.
Ha vinto ben 49 medaglie tra cui 40 d'oro ai Giochi dei piccoli stati d'Europa.

## Palmarès
| Anno | Manifestazione    | Sede     | Evento     | Risultato | Prestazione | Note |
| ---- | ----------------- | -------- | ---------- | --------- | ----------- | ---- |
| 2009 | Europei giovanili | Praga    | 200m misti | Oro       | 2'02"56     |      |
| 2010 | Europei giovanili | Helsinki | 200m misti | Oro       | 2'02"52     |      |
| 2010 | Europei giovanili | Helsinki | 400m misti | Argento   | 4'21"28     |      |